# Mexiko na Letních olympijských hrách 1988
Mexiko se účastnilo Letní olympiády 1988 v jihokorejském Soulu. Zastupovalo ho 83 sportovců (66 mužů a 17 žen) v 17 sportech.

## Medailisté
| Medaile | Jméno          | Sport         | Soutěž                  |
| ------- | -------------- | ------------- | ----------------------- |
| Bronz   | Jesús Mena     | Skoky do vody | Muži věž 10 m           |
| Bronz   | Mario González | Box           | Muži váha muší do 51 kg |